# Den itusågade damen

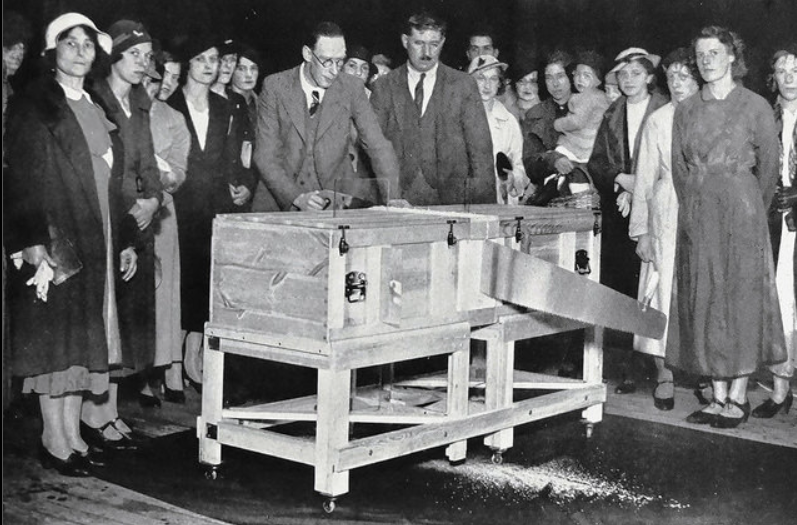
P. T. Selbit utför tricket 1937.

Den itusågade damen är en typ av trolleritrick där en trollkonstnär till synes delar en assistents kropp i två eller flera osammanhängande delar, för att återigen sätta ihop assistentens kropp.
Numret har bland annat förknippats med en fransk trollkonstnär vid namn Torrini under tidigt 1800-tal.